# MSG Groß-Bieberau/Modau
Die MSG Groß-Bieberau/Modau ist eine Handballspielgemeinschaft und wurde 2013 von den hessischen Vereinen TSG Groß-Bieberau und TSV Modau gegründet. Es wurde bewusst darauf Wert gelegt, dass sich beide Vereine in der MSG wiederfinden. Das zeigt sich unter anderem in der Farbwahl des Logos, das gelb/rot gehalten ist.

## Halle
Die Heimspiele der ersten (3. Liga Ost) und dritten (Bezirksliga C2 Odenwald-Spessart) Mannschaft werden in der Großsporthalle im Wesner ausgetragen. Die Halle hat ein Fassungsvermögen von 1.200 Zuschauern. Die zweite Mannschaft (Bezirksoberliga Odenwald-Spessart) spielt in der Ballsporthalle Ober-Ramstadt.

## Geschichte
Die erste Männermannschaft der MSG stieg 2003 noch als TSG Groß-Bieberau in die 2. Handball-Bundesliga auf, in der man bis 2006 spielte. Durch den Abstieg spielte das Team in der Regionalliga Süd-West und verfehlte den direkten Wiederaufstieg nur knapp. Am Ende schaffte es die SG Wallau/Massenheim und die Groß-Bieberauer mussten noch ein Jahr warten bis zu dem Wiederaufstieg in die 2. Handball-Bundesliga und konnte sich gegen die HG Saarlouis durchsetzen. Mit dem Trainer Thomas Göttmann stieg die TSG 2008 wieder auf. Durch die Einführung der eingleisigen 2. Handball-Bundesliga beantragte der Verein hierfür keine Lizenz und spielte in der Saison 2011/12 in der 3. Liga Süd und seit der Saison 2013/14 in der 3. Liga Ost. In der ersten Saison als MSG Groß-Bieberau konnte die MSG den achten Tabellenplatz belegen. Aus der 3. Liga stieg der Verein nach der Spielzeit 2021/2022 wieder ab.

## Ehemalige Trainer
| Nachname | Vorname     |
| -------- | ----------- |
| Bauer    | Florian     |
| Gaydoul  | Karl-Ludwig |
| Göttmann | Thomas      |
| Ludwig   | Ralf        |
| Schmid   | Thorsten    |

## Ligazugehörigkeit
| Saison | Liga                              | Tabellenplatz |
| ------ | --------------------------------- | ------------- |
| 82/83  | Oberliga Südwest                  | 1. Platz      |
| 83/84  | Regionalliga Südwest Staffel Nord | 5. Platz      |
| 84/85  | Regionalliga Südwest Staffel Nord | 7. Platz      |
| 85/86  | Regionalliga Südwest Staffel Nord | 8. Platz      |
| 86/87  | Regionalliga Südwest Staffel Nord | 2. Platz      |
| 87/88  | Regionalliga Südwest Staffel Nord | 2. Platz      |
| 88/89  | Regionalliga Südwest Staffel Nord | 6. Platz      |
| 89/90  | Regionalliga Südwest Staffel Nord | 2. Platz      |
| 90/91  | Regionalliga Südwest Staffel Nord | 2. Platz      |
| 91/92  | Regionalliga Südwest Staffel Nord | 3. Platz      |
| 92/93  | Regionalliga Südwest Staffel Nord | 2. Platz      |
| 93/94  | Regionalliga Südwest Staffel Nord | 1. Platz      |
| 94/95  | 2. Handball-Bundesliga Süd        | 17. Platz     |
| 95/96  | Regionalliga Südwest Staffel Nord | 4. Platz      |
| 96/97  | Regionalliga Südwest Staffel Nord | 8. Platz      |
| 97/98  | Regionalliga Südwest              | 2. Platz      |
| 98/99  | Regionalliga Südwest              | 3. Platz      |
| 99/00  | Regionalliga Südwest              | 4. Platz      |
| 00/01  | Regionalliga Südwest              | 3. Platz      |
| 01/02  | Regionalliga Südwest              | 3. Platz      |
| 02/03  | Regionalliga Südwest              | 1. Platz      |
| 03/04  | 2. Handball-Bundesliga Süd        | 15. Platz     |
| 04/05  | 2. Handball-Bundesliga Süd        | 17. Platz     |
| 05/06  | 2. Handball-Bundesliga Süd        | 19. Platz     |
| 06/07  | Regionalliga Südwest              | 2. Platz      |
| 07/08  | Regionalliga Südwest              | 1. Platz      |
| 08/09  | 2. Handball-Bundesliga Süd        | 9. Platz      |
| 09/10  | 2. Handball-Bundesliga Süd        | 14. Platz     |
| 10/11  | 2. Handball-Bundesliga Süd        | 13. Platz     |
| 11/12  | 3. Handball Liga Süd              | 9. Platz      |
| 12/13  | 3. Handball Liga Süd              | 5. Platz      |
| 13/14  | 3. Handball Liga Ost              | 8. Platz      |

## Bekannte Spieler
- Steve Baumgärtel
- Maximilian Schubert, U21-Junioren-Weltmeister 2011, Spieler beim Handball-Bundesligisten TuS N-Lübbecke
- Felix Kossler, Spieler beim Handball-Zweitligisten TSG Friesenheim
- Ian Weber
- Hrvoje Batinović, Bronze bei der EM 2012 mit Kroatien
- Maximilian-Leon Bettin
- Lars Spieß
- Robin Hübscher
- Leonid Michajljutenko

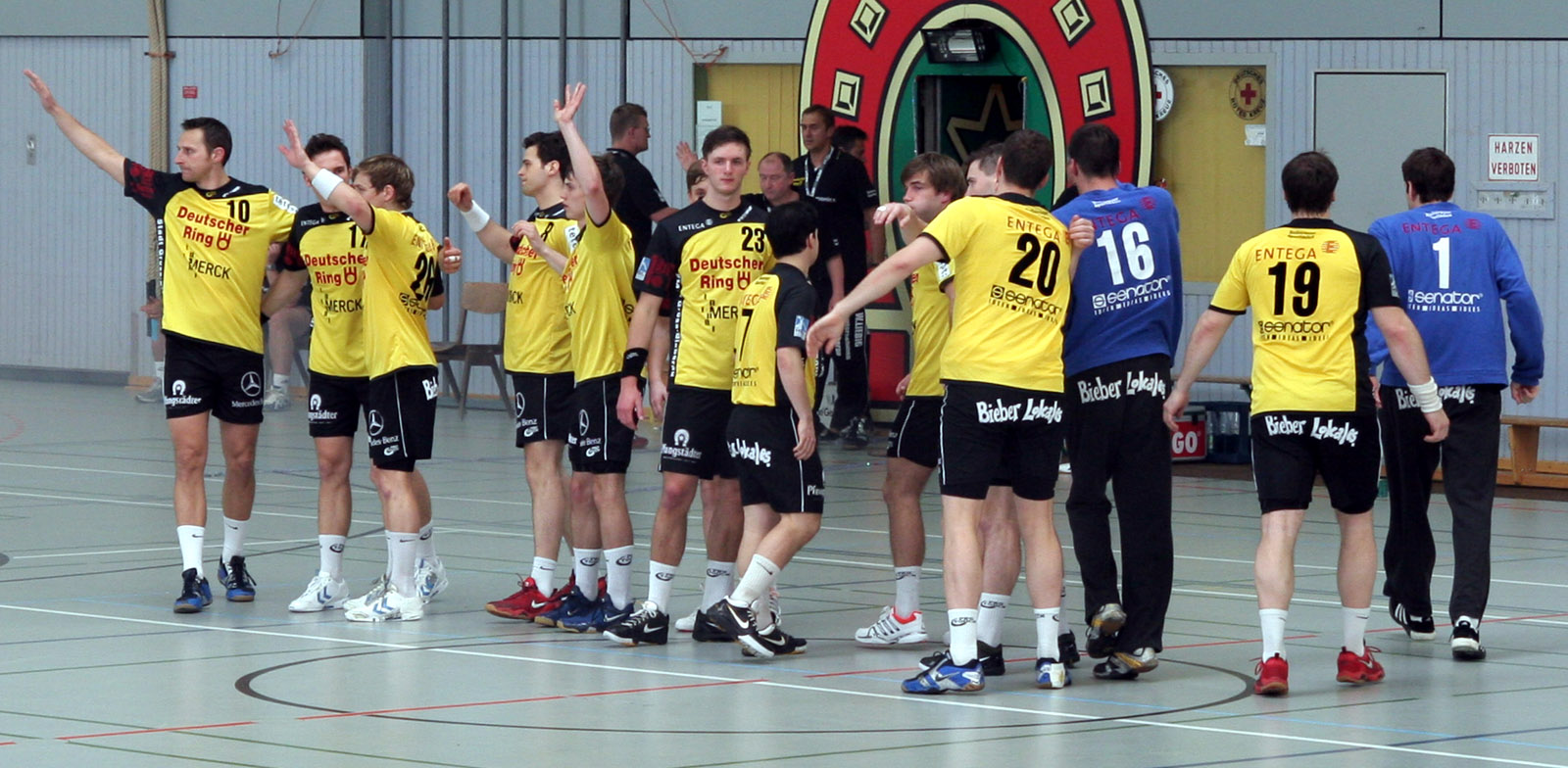
Die 1. Männermannschaft der TSG Groß-Bieberau in der Saison 2008/09
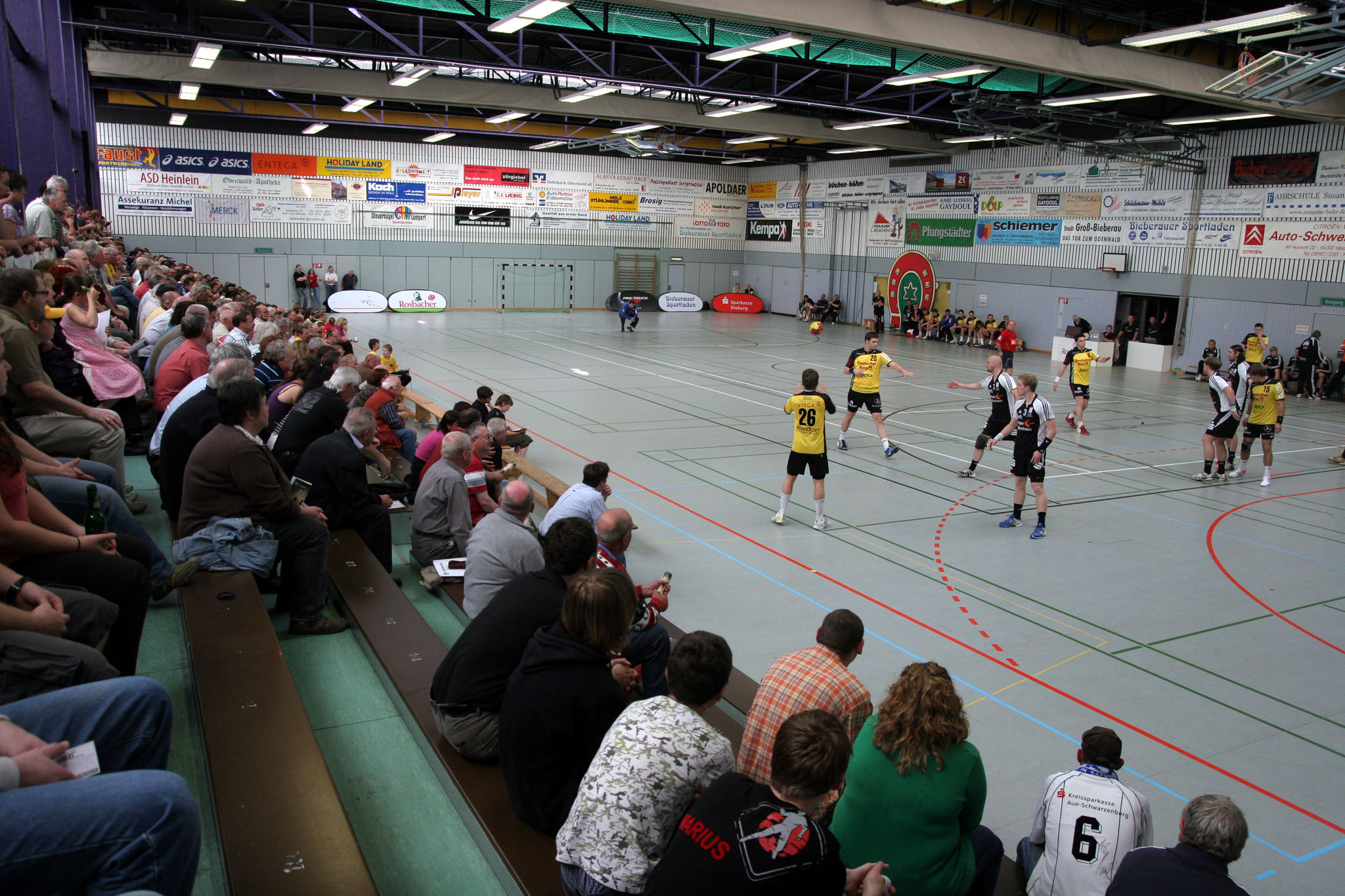
Die Großsporthalle Groß-Bieberau. Heimstätte der TSG Groß-Bieberau.

## Hallen
Die Großsporthalle im Wesner verfügt über 1.200 Plätze. Davon sind etwa 800 Sitzplätze und 400 Stehplätze.
Die Ballsporthalle in Ober-Ramstadt verfügt über rund 300 Sitzplätze.